# Temblos
Temblos (gr. Τέμπλος, tur. Zeytinlik) – wieś na Cyprze, w dystrykcie Kirenia. Obecnie znajduje się w granicach Cypru Północnego.